# 프란츠노이만플라츠역
프란츠노이만플라츠(암 셰퍼제)역(U-Bahnhof Franz-Neumann-Platz (Am Schäfersee), 듣기 (도움말·정보))은 베를린 라이니켄도르프구 라이니켄도르프에 있는 U8의 역이다. 1987년 4월 27일 프란츠노이만플라츠-파라첼수스바트 구간 개통 당시에 개업했다. 역 이름이자 위치해 있는 도로명은 사민당 정치인 프란츠 노이만에서 따 왔다.
역사는 라이너 륌러가 설계했다. 역사 서쪽에 있는 셰퍼호(Schäfersee)에서 영감을 얻었다. 역사 외벽은 녹색 나무와 새를 디자인했으며, 승강장 바닥은 지표를 연상시키는 색을 사용했다. 역 중앙 기둥은 녹색으로 마감되었으며, 천장까지 이어지는 노란색 띠가 설치되어 있다. 섬식 승강장의 양쪽 끝에서 에스펄레이터를 통해서 대합실과 이어진다.
베를린 버스 128, 250, 327번과 환승할 수 있다. Tocotronic의 《Nie wieder Krieg》 뮤직비디오에 등장한다.

## 인접 철도역
| 베를린 지하철 8호선                   | 베를린 지하철 8호선 | 베를린 지하철 8호선            |
| ------------------------------------- | ------------------- | ------------------------------ |
| 오슬로어 슈트라세 헤르만슈트라세 방면 | U8                  | 레지덴츠슈트라세 비테나우 방면 |